# Березень
- I Січень
- II Лютий

- III Березень
- IV Квітень
- V Травень

- VI Червень
- VII Липень
- VIII Серпень

- IX Вересень
- X Жовтень
- XI Листопад

- XII Грудень

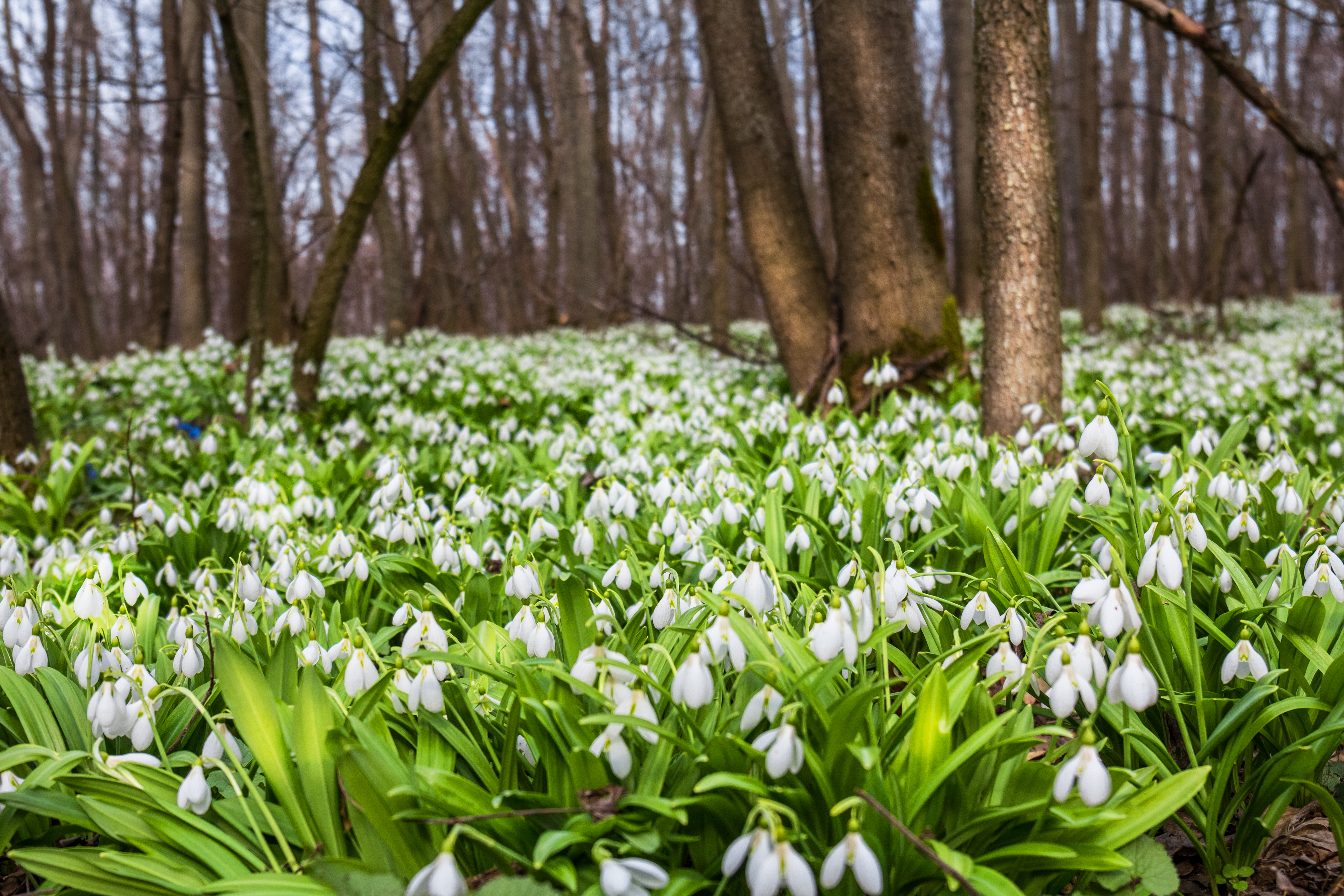
Березень у лісі

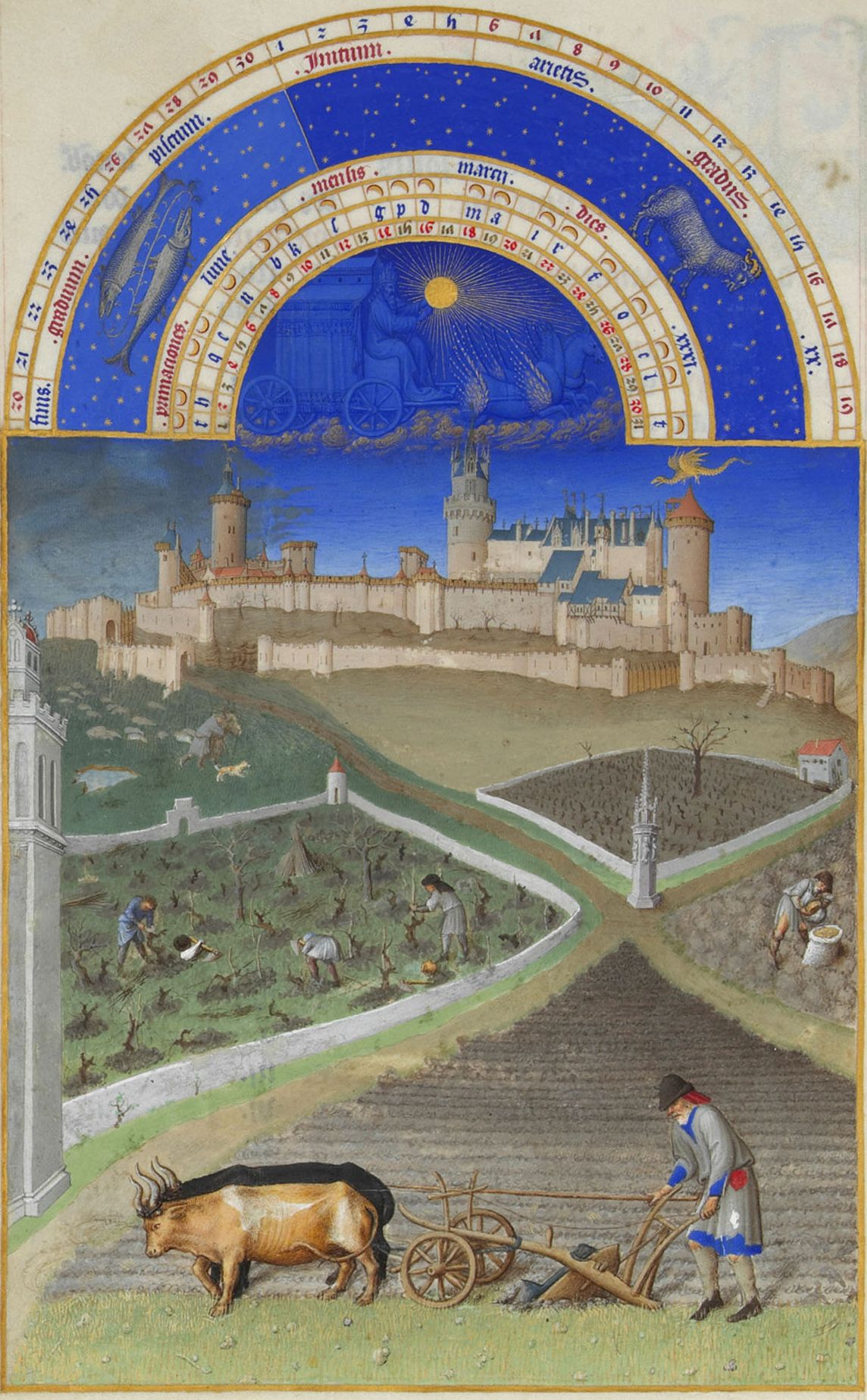
Мініатюра Березень з «Розкішного часослова герцога Беррійського».

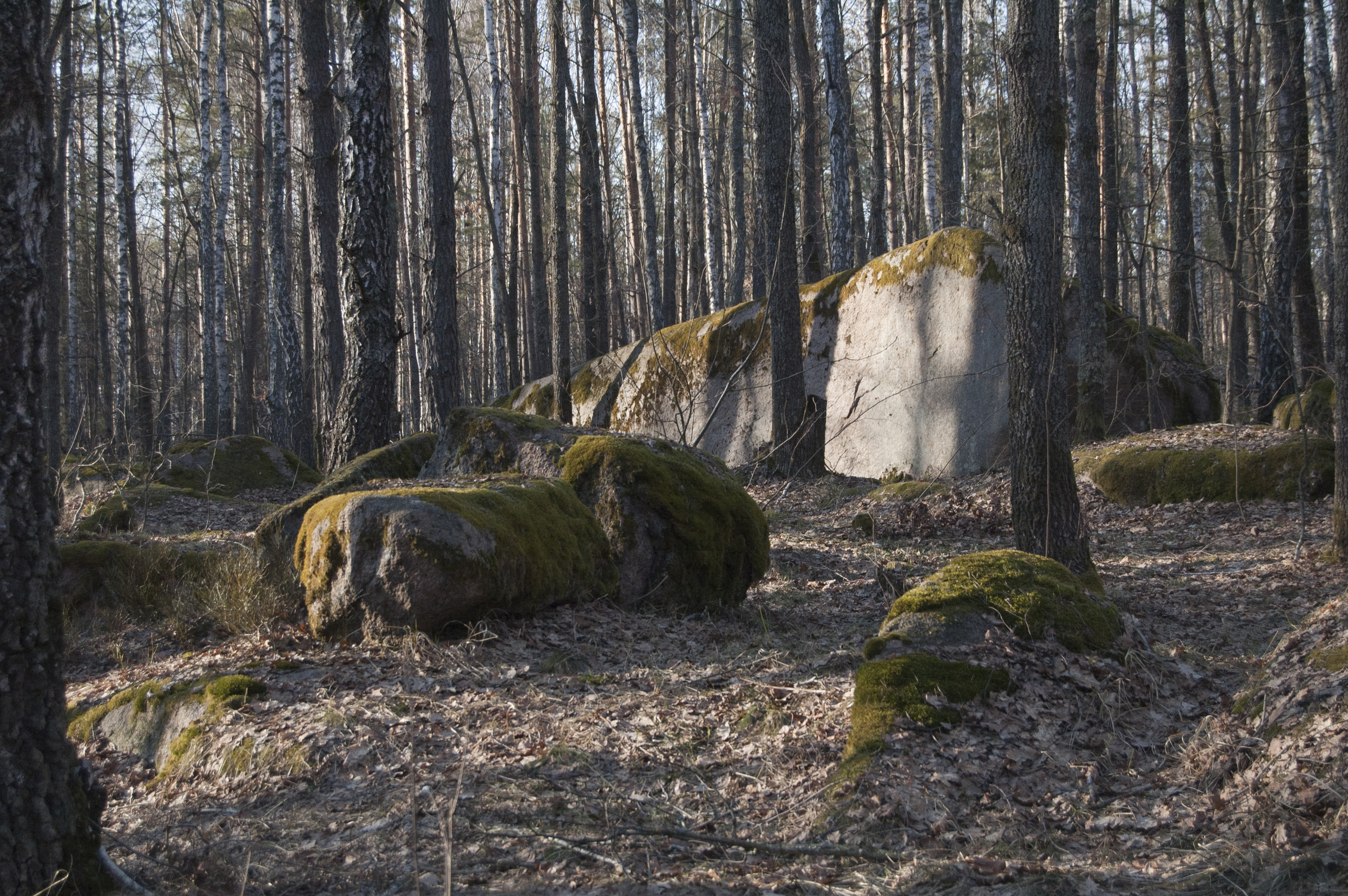
Урочище Камінне Село в березні

Бе́резень, заст. березі́ль, березо́ль, ма́рець — третій місяць року в юліанському та григоріанському календарях. Один із семи місяців, що налічує 31 день.
Березень є першим місяцем метеорологічної весни в Північній півкулі. У середньовічній Русі на березень припадав початок нового року. Найімовірніше, його святкували з появою молодика в перші весняні дні, найближчі до рівнодення. Після хрещення Русі, а остаточно з 1492 року, громадський Новий рік на українських землях відзначали 1 березня. Ця традиція тривала до 1721 року.

## Назва
Українська назва місяця пов'язана з березою, що починає цвісти в період з кінця березня до початку травня. Можливо, саме прасл. *berzьnь (від *berza — «береза») було первісним найменням третього місяця в давньослов'янському календарі. Співзвучна назва březen побутує у чеській мові. Того самого походження старопольська назва місяця — brzezień (сучасне пол. marzec). У болгарській мові назви брѣзень, брѣзокъ вживали на позначення квітня.
Давньоруське наймення березня — «сухий». Назва пов'язана з малою кількістю опадів у цей час, сухістю землі. Трапляється в Путнянському та Крилоському євангеліях (у написаннях: соухꙑи, су(х)и), а також у Студійському уставі, перекладеному в Києві близько 1070 року (сухꙑи).

Назва брѣзьнъ (у значенні «квітень») вперше згадується в Стихирарі XII століття: 
|  | Мс̑ць априль, рекомꙑи брѣзьнъ. |

На думку Василя Німчука, вона є старослов'янською формою наймення *березьнъ, не засвідченого в давньокиївських писемних пам'ятках.
Крім того, на позначення квітня в давньоруських джерелах значно частіше вживалося слово «березозол» (у написаннях: березозолъ, березолъ, брѣзозолъ, брѣзозоръ). Це питомо східнослов'янське утворення, складене з berz- «береза» і zol-, що тлумачать по-різному:
- як різновид кореня zel- «зелений»[9];
- як пов'язане з діал. зола «березовий сік»;
- як тотожне із зола́ «попіл» та зумовлене гутницьким промислом, тобто заготівлею березового попелу для виготовлення скла[8][12].

Більшість дослідників схильні до останньої версії, проте суперечливим залишається спосіб, яким ця назва місяця пов'язана із золою. М. Карамзін, К. Ербен, І. Раковецький, А. Петрушевич вважають «березозол» пов'язаним зі спалюванням беріз на попіл для лугів. Д. Прозоровський, Р. Кравчук розуміють назву як пору спалювання беріз для розчистки площ під оранку. На думку Михайла Кочергана, мотивування як першої, так і другої етимологій не зовсім переконливе. Більш імовірно, що в основі назв березень і березозол лежить одне й те саме явище — розпускання березових бруньок. Зважаючи на це, М. Кочерган вважає zol- і zel- різними варіантами одного кореня зі значенням «зелений», порівнюючи такий розвиток із найменням четвертого місяця у чехів (чеськ. duben — «пора розвивання дуба»).
Перехід давньоруської назви квітня на березень відбувся в XVII столітті. Наприклад, у колонтитулах «Анфологіону», виданого Памвом Бериндою 1619 року, трапляється як березоѕолъ у старому значенні, так і березоѕѡлъ — у новому, котре засвідчене в пізніших руських стародруках (у написаннях: березозолъ, березозоль). Крім того, в «Анфологіоні» Беринди вперше можна знайти повноголосу форму березень у значенні «квітень», яка зазна́є аналогічного семантичного зсуву через два сторіччя.
До середини XIX століття словом «березень» позначали четвертий місяць року. Вперше цю назву на позначення третього місяця подає «Місяцеслов» на 1853 рік, хоч після того інші джерела ще довго зберігають її за квітнем. Таке зміщення назви березень спричинене зникненням з української мови латинського наймення март. У гуцульських та східних закарпатських говірках лексему березень у старому значенні використовують і досі.
У новій українській літературі, як і донині в деяких діалектах, на позначення третього місяця вживали назви березі́ль (березо́ль). У «Словарі української мови» за редакцією Бориса Грінченка березіль вводиться до реєстру як основне найменування, а березень подають з посиланням на березіль, що дає основу стверджувати про більшу поширеність першої назви в українській мові XIX століття. Слово «березіль» було настільки популярним, що в 30-ті роки XX ст. стало назвою театрального об'єднання під керівництвом Леся Курбаса. З етимологічного погляду березіль є продовженням давньоруської та староукраїнської назви березозолъ, що втратила один склад унаслідок контамінації основ береза і зол. У деяких джерелах також засвідчена її первісна форма — березозо́л (березозі́л).
Проте, на зламі XIX—XX століть найбільш поширеною була назва ма́рець, про що свідчить її широке розповсюдження в усіх дореволюційних календарях, лексикографічних працях, фольклорних джерелах, а також побутування цієї назви в сучасних наддністрянських і закарпатських говірках. Українські письменники використовували це слово незалежно від того, з якої місцевості вони були (серед них: Леся Українка, Анатолій Свидницький, Михайло Коцюбинський, Володимир Винниченко, Іван Франко). До того ж, наймення марець, марец(ъ) можна побачити в староукраїнських пам'ятках XV—XVII століть. Воно запозичене через західнослов'янське посередництво з лат. Mārtius «місяць Марса», утвореного від імені римського бога родючості, а пізніше — бога війни Марса (лат. Mārs). З латини походять назви місяця в більшості мов світу: пол. marzec, рос. март, фр. mars, англ. March.
В активному вжитку були й інші народні назви: березі́нь, березоті́к, сокови́к, березо́вень, зимобо́р, кра́пельник, веснові́й, прота́льник, а також: ма́рот, ма́рчик, марча́к, марціюш, полютий, со́чень, красови́к, запалі сніги, заграй-ярочки, з гір потоки.

## Кліматична характеристика в Україні
Середня місячна температура повітря в березні порівняно з лютневою різко підвищується та становить від мінус 3 °C до 2 °C, на Закарпатті та на півдні України — до 6 °C.
Абсолютний мінімум температури становить мінус 22—37 °C, на півдні України — мінус 11—27 °C. Абсолютний максимум — 16—28 °C, на Одещині та в Криму — до 29—30 °C.
Перехід середньої добової температури повітря через 0 °C у бік підвищення: на півдні України та Закарпатті — у першій декаді, у східних та північно-східних областях — у третій, на інших територіях — у другій декаді місяця. На Закарпатті та в більшості районів південної частини країни перехід через 5 °C відбувається у третій декаді березня.
Середня місячна кількість опадів становить 20—40 мм, у гірських районах місцями 45—70 мм. Снігового покриву переважно немає у південних і західних областях. На інших частинах території України сніг поступово тане протягом першої та другої декад, у Чернігівській і Сумській областях — у третій декаді. Для березня ще характерні хуртовини, ожеледь, налипання мокрого снігу.

## У фольклорі
- Сухий березень, теплий квітень, мокрий май — буде хліба урожай;
- Березень сухий, а мокрий май — буде каша й каравай[28];
- Як прийде марець, то обмерзне старцю палець[29];
- Білий як в марці сніг[30];
- Згинув як марцевий сніг[31];
- В марець ще замерзне старець[32].

## У літературі
- Олександр Токар присвятив цьому місяцю оповідання Зиму обнімає, а до весни моргає [Архівовано 10 липня 2016 у Wayback Machine.], а також низку замальовок, присвячених святам українського народу, які відзначають в березні[33].

## Галерея

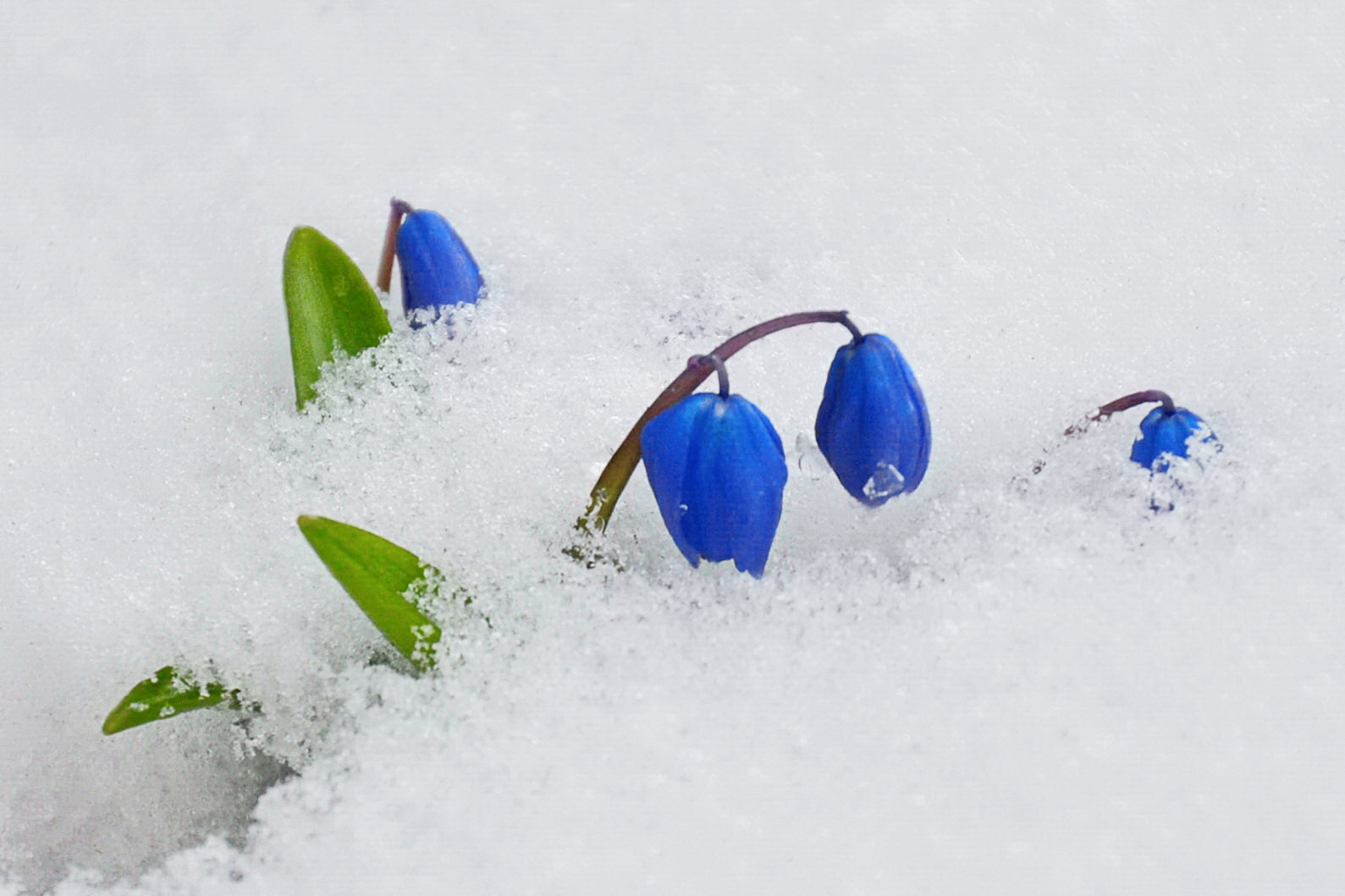
Березневі проліски
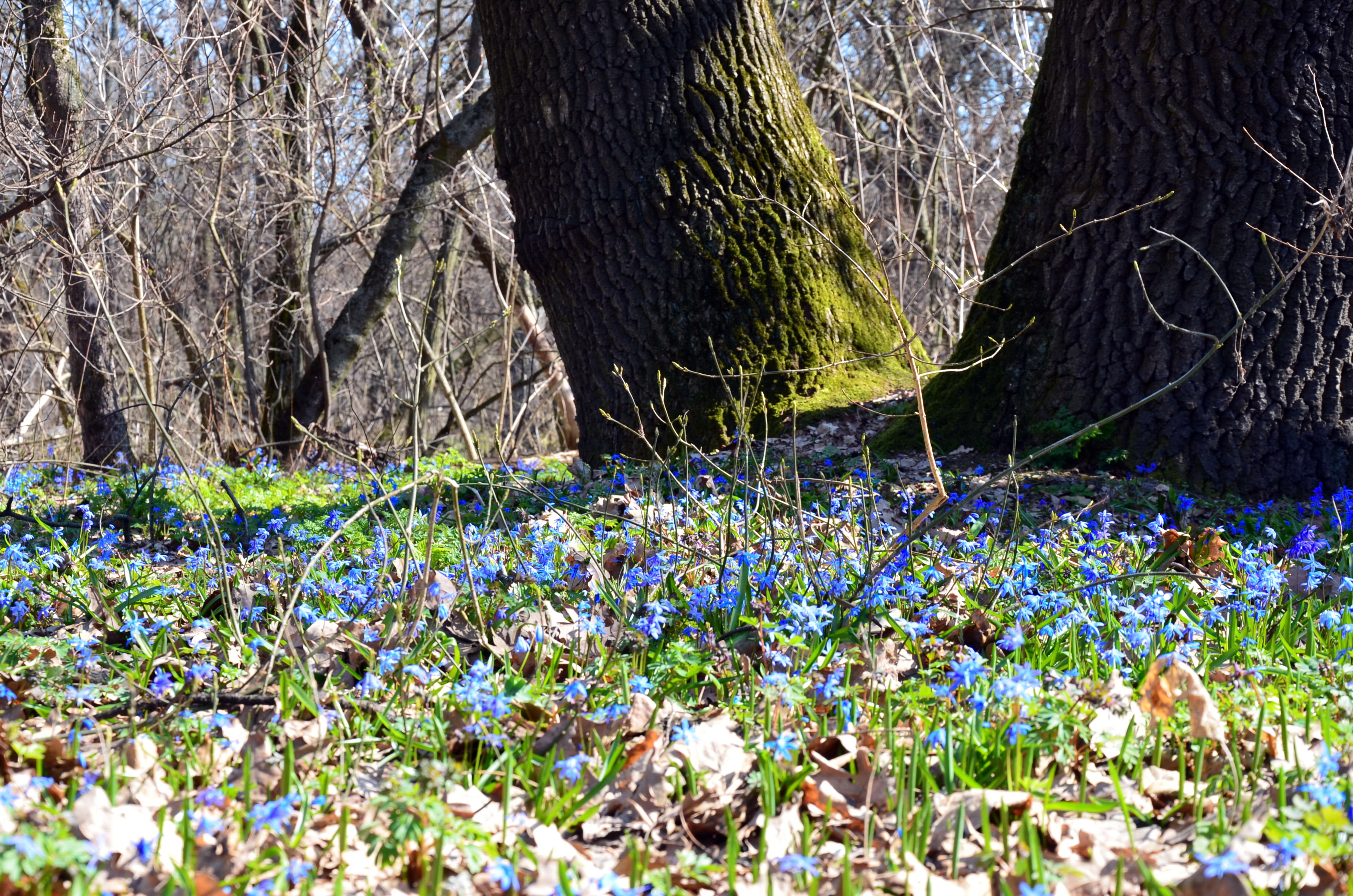
Березневий ліс на Полтавщині
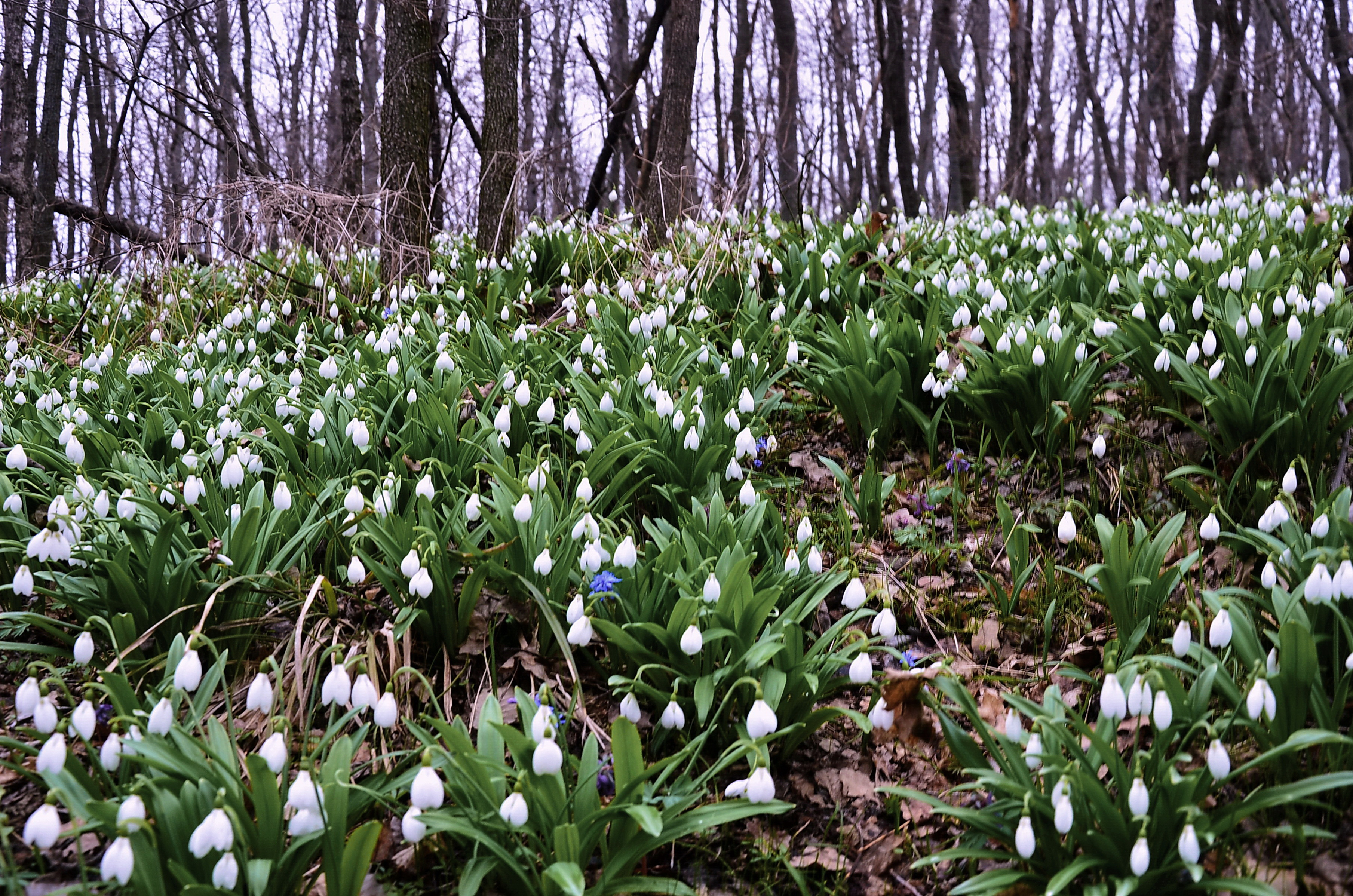
Березень у Холодному Яру
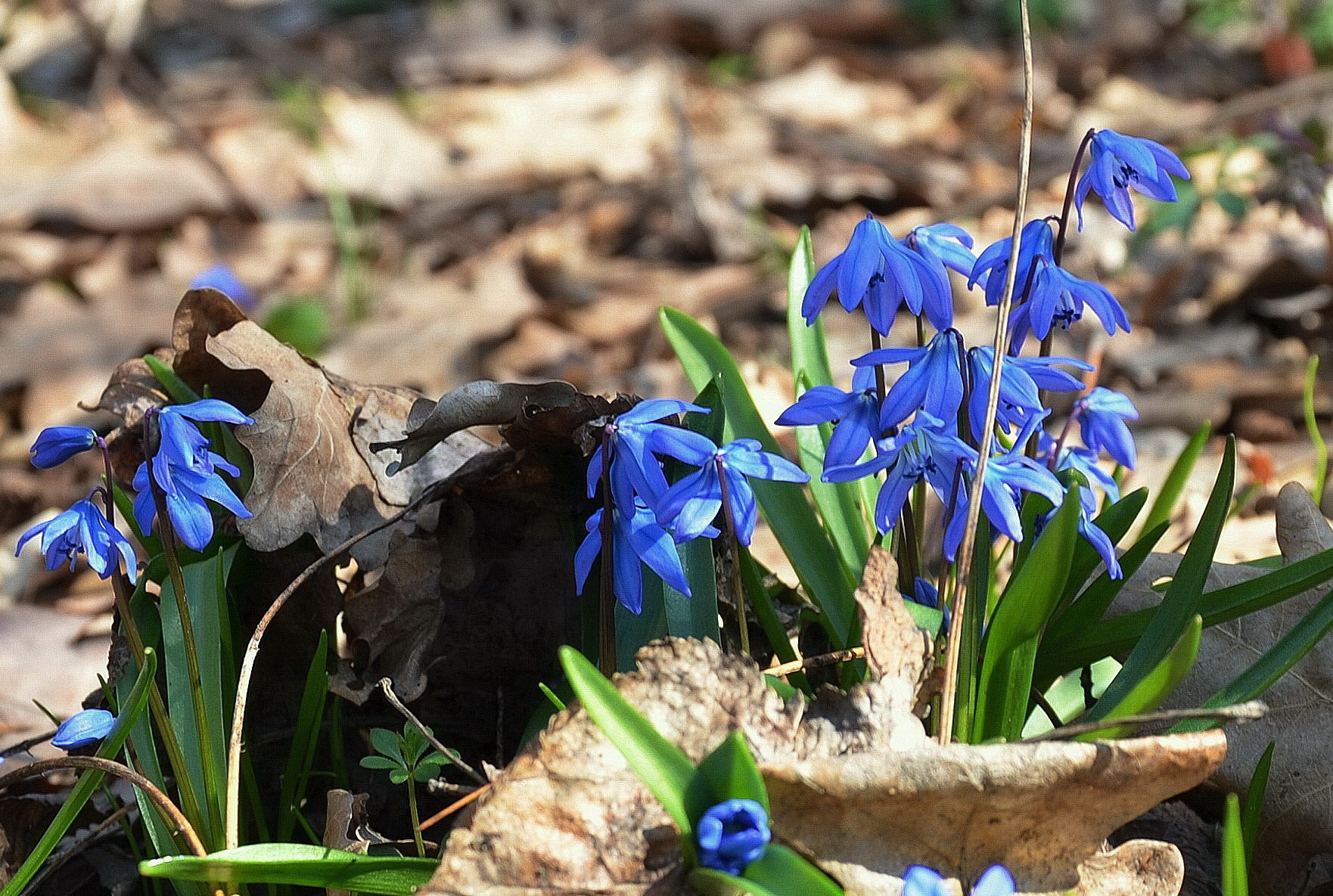
Проліски в березневі дні

## Свята і пам'ятні дні

### Офіційні в Україні
- 8 березня
  - Міжнародний жіночий день
- 14 березня
  - День українського добровольця
- 25 березня
  - День Служби безпеки України
- 26 березня
  - День Національної гвардії України
- 31 березня -  день пролісків.

#### Рухомі
- Друга субота березня
  - День землевпорядника
- Третя неділя березня
  - День працівників житлово-комунального господарства та побутового обслуговування населення[34]

### Інші
- 9 березня
  - День народження Тараса Григоровича Шевченка
- 15 березня
  - Всесвітній день захисту прав споживачів
- 23 березня
  - Всесвітній день книги та авторського права
- 25 березня
  - Благовіщення Пресвятої Богородиці
- 27 березня
  - Всесвітній день театру

## Культурне значення
Оскільки весняне рівнодення відбувається 21 березня, то в багатьох народів березень був першим місяцем нового року (а не січень, як тепер). Ймовірно, що з цієї ж причини до 15 століття і в Україні березень вважали першим місяцем громадського року (див. докладніше Новий рік на Русі та Новий час).
Індійці на початку березня святкували мале свято богині Дурги. А велике свято цієї богині індійці святкували в день осіннього рівнодення.
У стародавньому Римі в березні було свято Кібели, на якому її жерці оплакували Аттіса — символ сонця, яке поверталося на весну. На другий день після оплакування римляни зустрічали весняний поворот сонця всенародним радісним святом.
У Єгипті в березні згадували похорон Озіріса, який згідно з єгипетською релігією був сонцем, що було слабким узимку, а на весні знов показувало свою силу. В цьому ж місяці відбувалася їзда на ослі. Верхи на осла опановував місцевий баляндрасник. Подібний звичай був поширений і в країнах Західної Європи та в Середньовіччі.
За свідченнями Плутарха, в Афінах також у березні було свято «Гілконошення» — жителі міста носили по майданах пальмове гілля. Цей звичай зберігся і понині в країнах Близького Сходу, але тепер він пов'язаний з весільними обрядами.
У стародавніх юдеїв у березні починався новий святий рік, а перси цього місяця святкували новоліття.
У чехів і частково у німців за часів язичництва перше число березня вважали початком весни і першим днем світобудови.
Весняні свята язичницького походження, що відзначали зв'язок навколишньої природи з життям людини, сплелися з обрядами, метою яких було прогнати зиму, тобто смерть. Подібні обряди були поширені не тільки в Україні, але й у балтійських народів та німців.
У Скандинавії, особливо у стародавніх шведів, за часів язичництва у березні було велике свято, яке супроводжувалося жертвоприношенням, масовими іграми та торгами протягом тижня.
У персів та в стародавніх слов'ян за часів язичництва був звичай влаштовувати урочистий обід — «тризну»  на честь мертвих родичів. Такі тризни відбувалися на початку березня. Під час неї люди оспівували кінець зими і при цьому палили солом'яне опудало. Таке свято ще й досі збережено у південних шведів, лужичан та чехів, і там воно минає під знаком ослаблої зими та воскреслої весни. Поляки сьомого березня топили Маржану і при цьому співали про смерть, яка в'ється по парканах і шукає собі поживи.